# ویکتور برندیوها
ویکتور برندیوها (انگلیسی: Viktor Berendyuha؛ زادهٔ ۲۷ ژانویهٔ ۱۹۶۲) بازیکن واترپلو اهل اتحاد جماهیر شوروی سوسیالیستی است.